# 灰頸岩鶥
灰頸岩鶥（Picathartes oreas）是分佈在喀麥隆南部、尼日利亞北部及附近中非地區的一種岩鶥。牠們的上身及喉嚨灰色，下身呈淡橙色。前額紫色，後枕紅色，兩側有黑斑。

## 外部連結
- BirdLife Species Factsheet （页面存档备份，存于）